# Charles Francis Hockett
Charles Francis Hockett (1916-2000) va ser un lingüista americà lligat a l'estructuralisme bloomfieldià, o distribucionalisme. Va estudiar antropologia i lingüística i va impartir classes de les dues disciplines en diverses universitats estatunidenques.
La seva principal aportació són els 13 trets de Hockett, les característiques que distingeixen el llenguatge d'altres sistemes de comunicació. Alguns sistemes poden compartir diversos trets, però només el llenguatge humà els té tots:
1. Canal auditiu: suposa un avantatge adaptatiu perquè requereix el moviment de pocs òrgans del cos i es pot comunicar el missatge mentre es duen a terme altres tasques.
2. Recepció massiva.
3. Transitorietat: les ones sonores duren el temps just per ser enteses, permeten transmetre ràpidament molta informació.
4. Intercanviabilitat: una persona pot ser emissora i després receptora.
5. Autoregulació: el parlant sent el que diu i pot corregir-se si hi ha error o modificar el missatge en funció de la resposta del seu interlocutor.
6. Especialització: la parla només serveix per a comunicar-se, a diferència de moviments d'animals, per exemple.
7. Semanticitat: el signe té un sentit concret.
8. Arbitrarietat: la paraula té una relació arbitrària i convencional amb allò que designa.
9. Discreció: el llenguatge es pot dividir en fonemes.
10. Desplaçament: en ser simbòlic, permet referir-se a realitats no presents en el temps i l'espai.
11. Productivitat: es poden crear nous missatges il·limitats.
12. Socialització: la llengua s'adquireix com a part del procés de socialització, és un aprenentatge i no un instint.
13. Doble articulació.

En un article posterior, Hockett va expandir la seva llista fins a setze característiques.